# Sólo se vive una vez (película)
Sólo se vive una vez (You Only Live Once) es una película estadounidense dramática de 1937 dirigida por Fritz Lang y protagonizado por Sylvia Sidney y Henry Fonda. Considerada como una de las primeras del cine negro, fue la segunda película dirigida por Lang en los Estados Unidos, donde se estrenó el 29 de enero de 1937.
De la versión original de 100 minutos se eliminaron por lo menos 15 por la violencia realista, hasta ese entonces sin precedentes. A pesar de eso, la película tuvo éxito, y es considerada un clásico de los inicios del cine negro.

## Sinopsis
El argumento está basado, parcialmente, en la historia de Bonnie y Clyde. Eddie Taylor (Henry Fonda) es un exconvicto que no puede retomar su vida después de salir de la cárcel. Cuando es acusado de asesinato, Taylor se ve forzado a escapar, con su esposa Joan Graham (Sylvia Sidney) y su bebé. Mientras escapa de la cárcel, tras ser condenado a muerte, Taylor se convierte en un verdadero asesino, condenándose a sí mismo y a Joan a una vida de crimen.

## Reparto
- Sylvia Sidney (Joan "Jo" Graham)
- Henry Fonda (Eddie Taylor)
- Barton MacLane (Stephen Whitney)
- Jean Dixon (Bonnie Graham)
- William Gargan (Father Dolan)
- Warren Hymer (Muggsy)
- Charles Sale (Ethan)
- Margaret Hamilton (Hester)
- Guinn "Big Boy" Williams (Rogers)
- Jerome Cowan (Dr. Hill)

## Visión del director
(…) - Furia, Sólo se vive una vez y You and Me, han sido llamados films de protesta social, pero ¿no tratan más bien del hombre contra su destino, como la mayor parte de su obra?

- Sí, creo que esa es la característica principal, el tema que atraviesa todas mis películas, esta lucha contra el destino, contra la fatalidad (…) Una vez escribí en la introducción a un libro que la lucha es lo importante; no su resultado, sino la rebelión en sí misma. A veces, tal vez, con una voluntad fuerte, uno puede cambiar el destino, pero no hay garantía de que uno pueda. Si se limita uno a quedarse sentado quieto, sin embargo, y dice: “Bueno, no puedo hacer nada… ¡bang!”. Al menos, hay que luchar contra ello.
Peter Bogdanovich, Fritz Lang en América, Editorial Fundamentos, Madrid 1972. pág 35